# Cherokee (Alabama)
Pour les articles homonymes, voir Cherokee (homonymie).
Cherokee est une municipalité américaine située dans le comté de Colbert en Alabama.
Selon le recensement de 2010, sa population est de 1 048 habitants. La municipalité s'étend sur 2,22 milles carrés (5,75 km2).
Cherokee devient une municipalité le 7 décembre 1871. La ville se développe grâce à l'agriculture, notamment le coton.

## Démographie
| 1880 | 1900 | 1910 | 1920 | 1930 | 1940 | 1950 | 1960  |
| ---- | ---- | ---- | ---- | ---- | ---- | ---- | ----- |
| 282  | 261  | 269  | 524  | 659  | 786  | 748  | 1 349 |

| 1970  | 1980  | 1990  | 2000  | 2010  | - | - | - |
| ----- | ----- | ----- | ----- | ----- | - | - | - |
| 1 484 | 1 589 | 1 479 | 1 237 | 1 048 | - | - | - |